# Château de Valmer
 (septembre 2021).
Si vous disposez d'ouvrages ou d'articles de référence ou si vous connaissez des sites web de qualité traitant du thème abordé ici, merci de compléter l'article en donnant les références utiles à sa vérifiabilité et en les liant à la section « Notes et références ».
 (septembre 2021).
Le château de Valmer est un château de la Renaissance érigé du XVIe siècle au XVIIIe siècle près du village de Chançay en Indre-et-Loire. Ses jardins Renaissance en terrasses à l'italienne, inscrits aux monuments historiques depuis 1930, ont été reconnus « Jardin remarquable » par le Ministère de la Culture en 2004. Le château fait l’objet d’une inscription au titre des monuments historiques depuis le 11 mai 1930.

## Historique

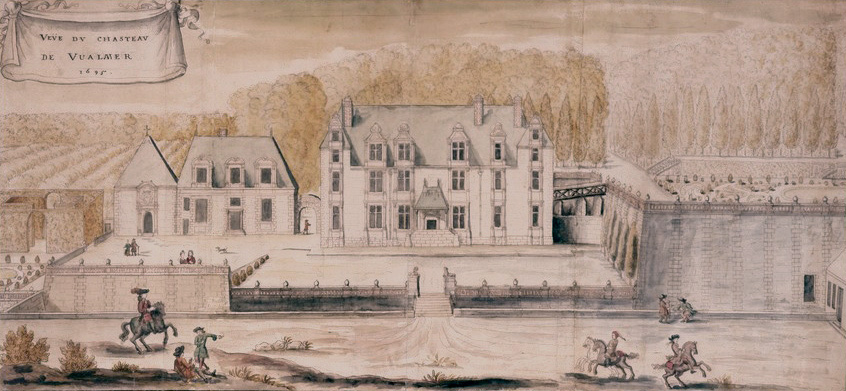
Vue historique du château en 1695.

Le parc du château de Valmer, d'une superficie totale de 60 ha, est situé dans la vallée de la Brenne. 
Le fief de Valmer est propriété de Catherine de Bueil en 1434, de Jacques Binet, capitaine du château de Tours, en 1461, et de Macé Binet en 1500. Le château historique est construit par Jean Binet à partir de 1520 dans le style Renaissance italienne du XVIe siècle. L’aménagement de la chapelle troglodytique date également de cette époque.
Alors propriété de Jean Coustely, maire de Tours, les Protestants pillent Valmer en 1562. Il passe ensuite à Claude Coustely, conseiller au parlement de Normandie, en 1603. Acquisition en 1633 par Jean de La Baume Le Blanc de La Vallière (grand-père de Louise ; cf. Jean-Christian Petitfils : Louise de La Vallière, chap. II). Puis passage au financier Thomas Bonneau, conseiller de Louis XIII, seigneur de Pocé en 1661, qui fait l'acquisition du domaine le 23 mai 1640 et le modifie profondément en faisant construire notamment la terrasse haute, les communs et le pavillon du Petit Valmer. Une troisième chapelle est construite par Thomas Bonneau. Marie Douault, femme de Gatien Pinon, trésorier de France à Tours, y eut sa sépulture le 8 janvier 1735.
Après Thomas Bonneau, s'y succède Étienne-Dominique Chaufourneau, trésorier des gardes suisses de roi en 1691, aussi seigneur de Pocé, puis sa sœur, Geneviève-René Chaufourneau. En deviennent ensuite propriétaires : Gatien Pinon ; Nicolas Chaban, administrateur des Postes et relais de France (1746) ; Marie Chaban, femme de Jacques Valleteau de Chabresy (1763) ; Thomas Valleteau de Chabresy, conseiller du roi, lieutenant général au bailliage de Touraine (1766-1789) (cf. vicomte Ludovic de Magny : La science du blason : Armorial général, Institut héraldique, à Paris, 1858, p. 275). 

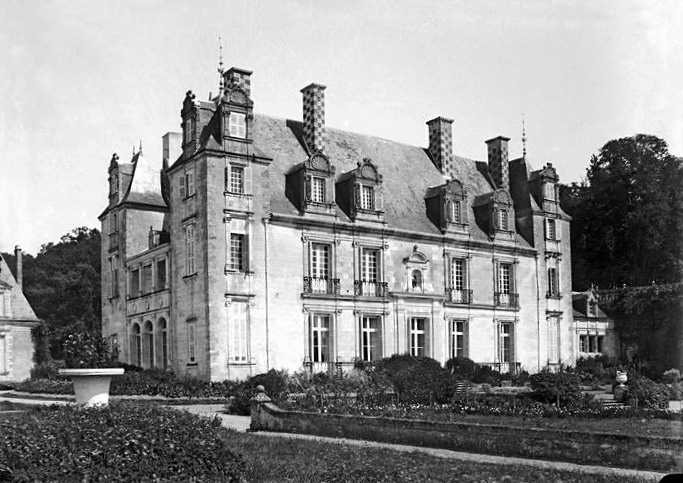
Vue historique du château avant 1948.

Le corps du château est détruit dans un incendie en 1948 et il n'en reste que des traces symbolisées sur une des terrasses par la plantation d'ifs. Les autres bâtiments et dépendances sont eux préservés, comprenant le pavillon Louis XIII, et la chapelle troglodytique, creusée dans le rocher au XVIe siècle. Ils servent aux différentes activités du domaine, propriété de la famille de Saint Venant depuis 1888. L'actuel propriétaire est Aymar de Saint Venant.

## Architecture et décorations
L'originalité de Valmer réside dans ses jardins en terrasses. Il existe sept terrasses à Valmer, sur un dénivelé d'environ 30 mètres et pour une surface totale de cinq hectares : la terrasse de Devants, la haute terrasse des charmilles aménagée en chambres de verdure, la terrasse des vases d'Anduze, la terrasse de Léda, la terrasse des fontaines florentines, une terrasse interne du vase de Lorraine et, en contrebas, le potager d'un hectare.
La chapelle contient un bas-relief polychrome en pierre sculpté probablement d'après un dessin de Jean Fouquet et retrouvé en 1885 à Vernou-sur-Brenne à quelques kilomètres de distance du château de Valmer.

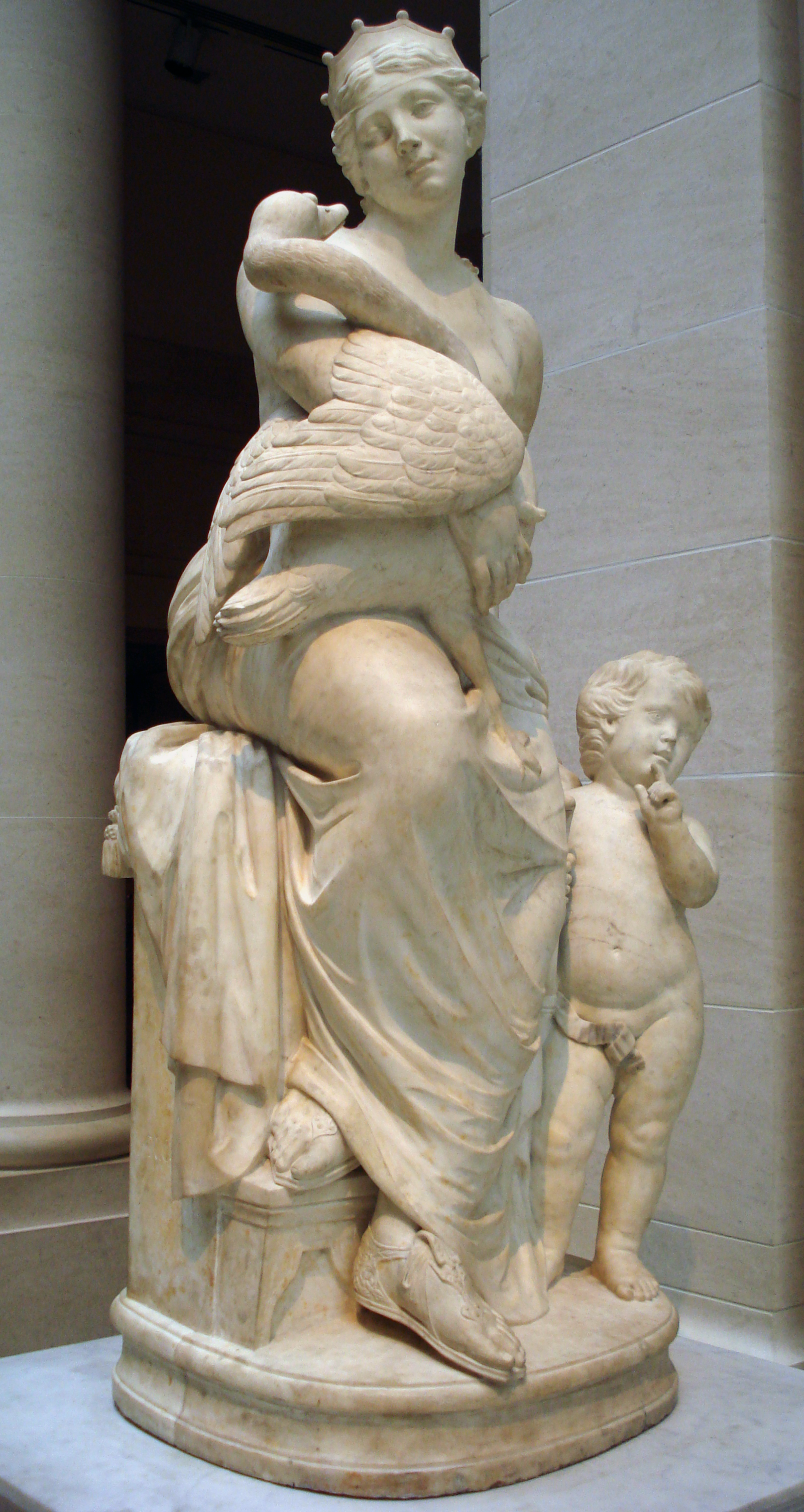
Léda et le Cygne par Jacques Sarrazin, ca. 1650.
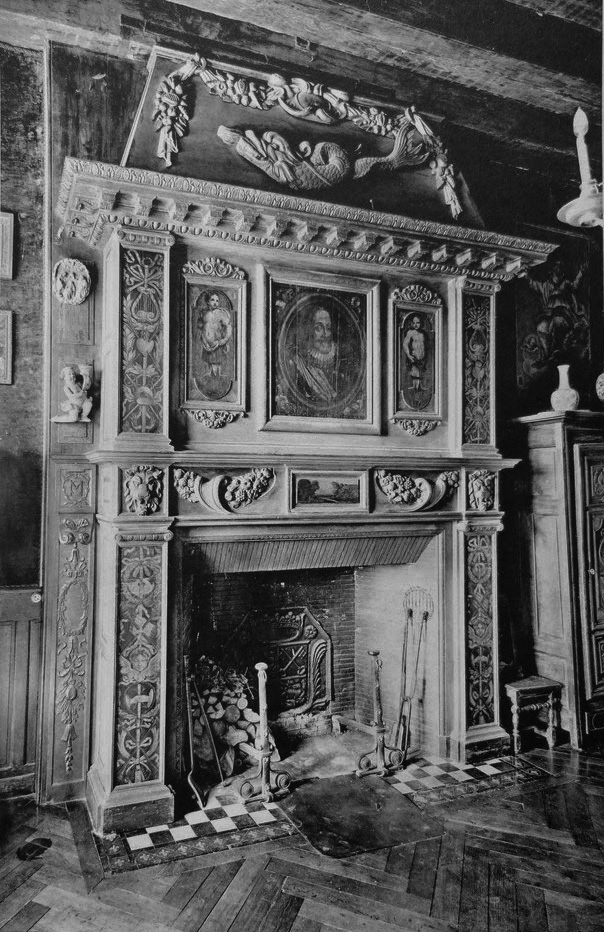
Cheminée
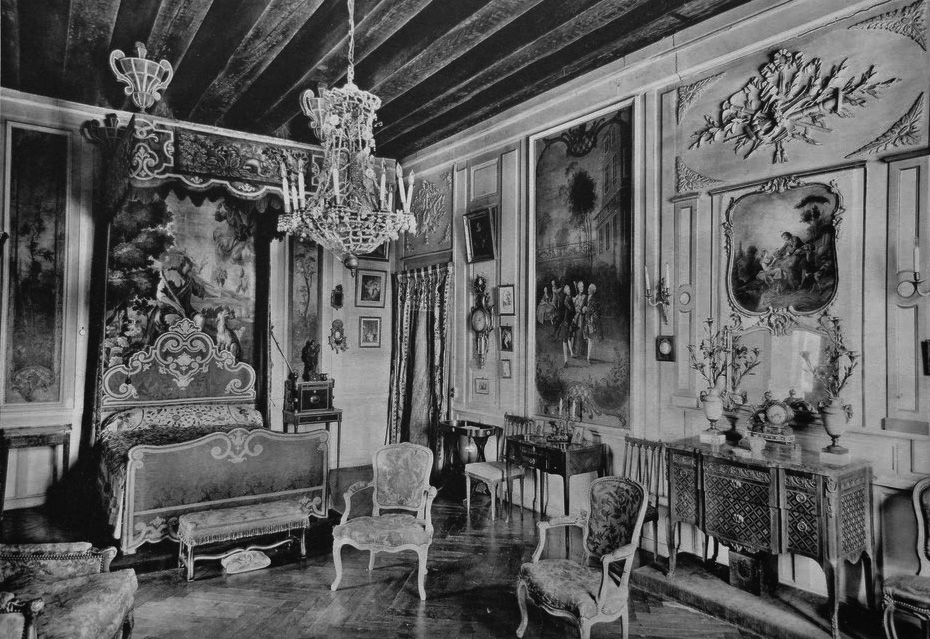
Salon
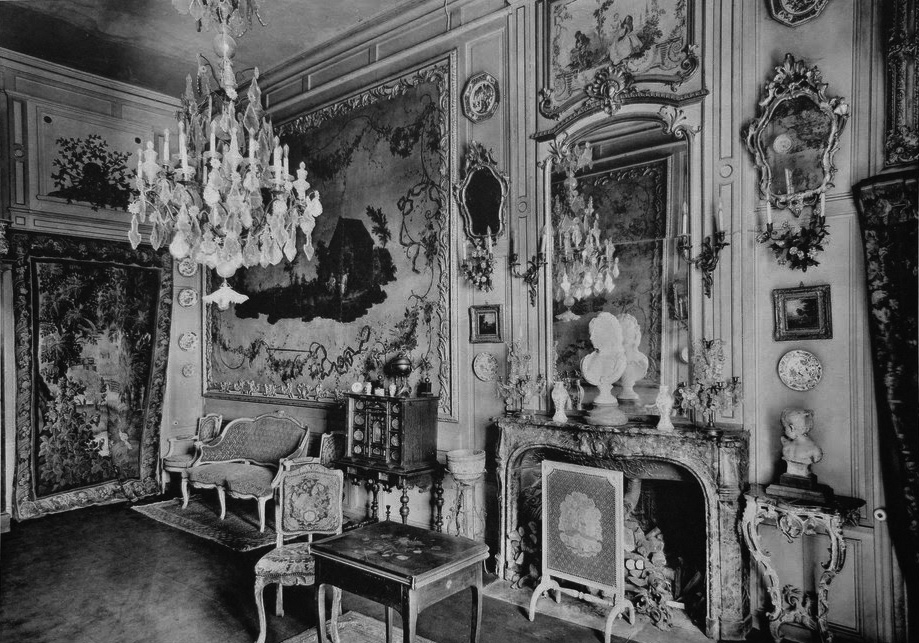
Salon

## Jardins et domaine viticole

### Jardins

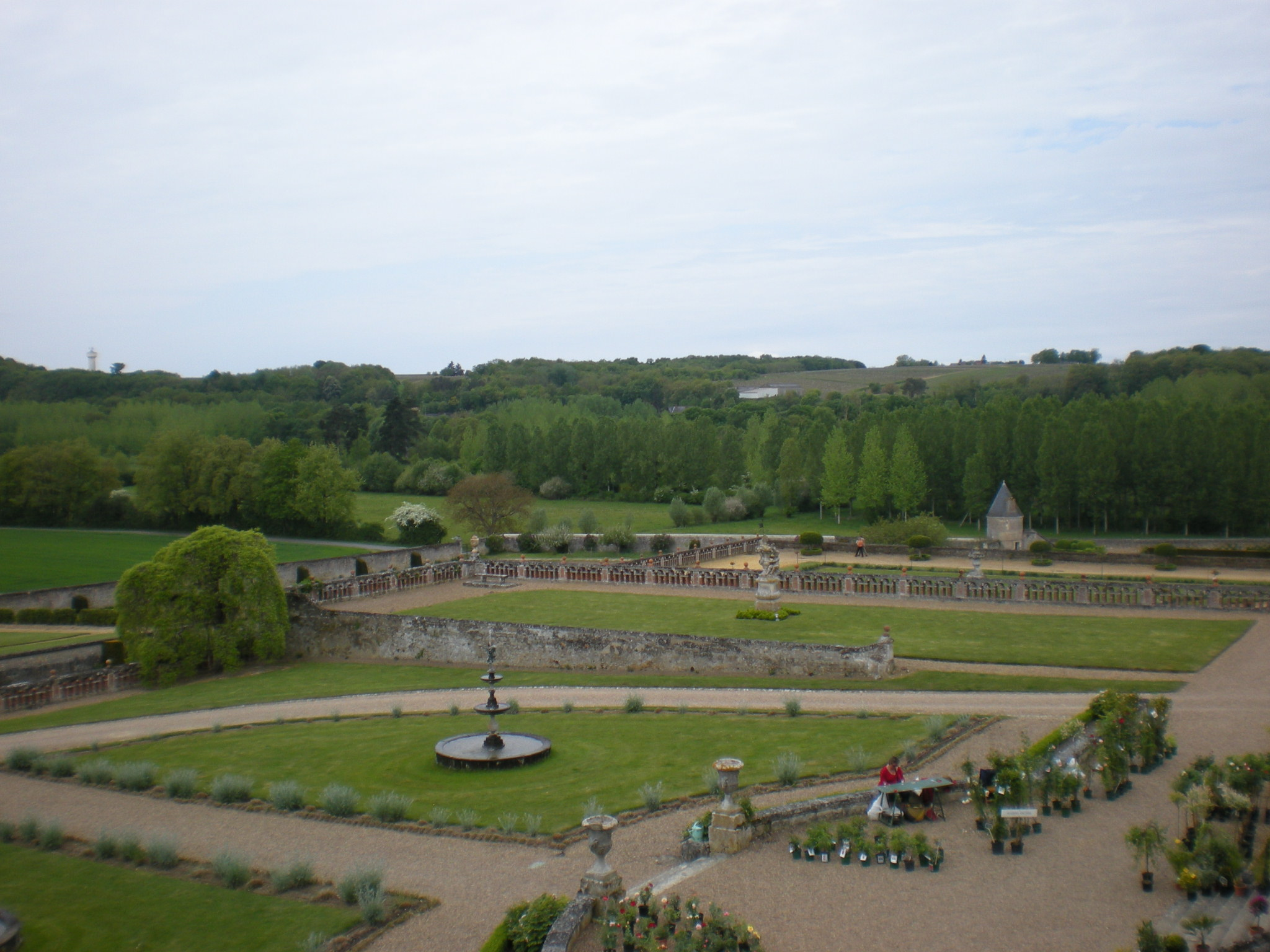
Vue générale des jardins.

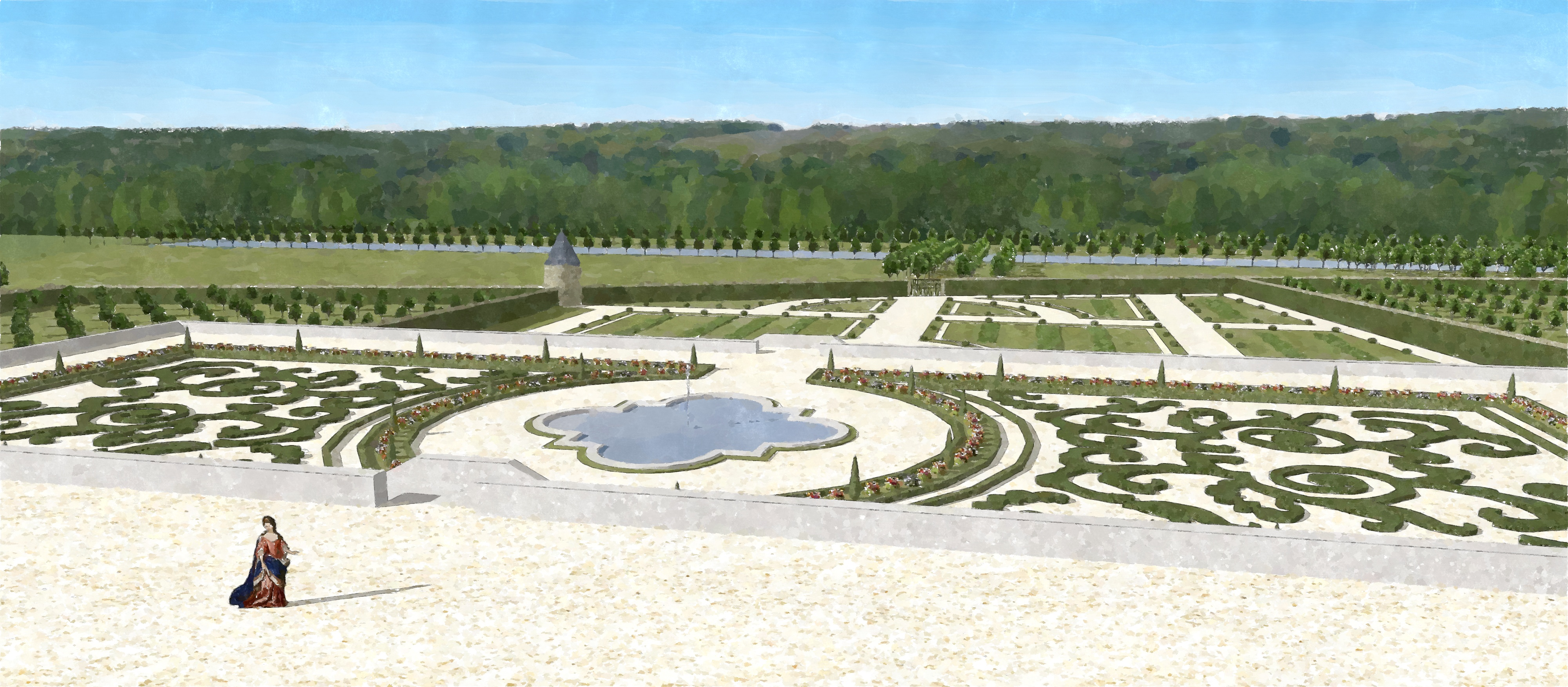
Restitution des jardins du château de Valmer en 1695, vue depuis le premier étage du château disparu.

Thomas Bonneau a désiré un parc et des jardins à l'italienne à flanc du coteau descendant vers la vallée de la Brenne. Les jardins ont été dessinés à partir de 1647 et les plans du parc, du jardin d'agrément et du jardin potager actuels sont restés semblables à ceux de 1695. Ils ont été partiellement inscrits au registre des Monuments historiques le 11 mai 1930 (le fossé de clôture de jardin, sa clôture et son entrée, l'avenue, le canal, le pont et le bassin, la terrasse en terre-plein, l'escalier indépendant, la fabrique, le jardin fleuri et le jardin potager).
Le canal situé tout en bas de la propriété avait été tracé spécialement dans sa longueur : il était proportionné à la longueur de la grande terrasse située juste en contrebas de la terrasse du château, pour paraître équilibré par rapport à cette dernière. 
Diverses sculptures agrémentent le parc : deux lions en terre cuite, des vases en pierre et une statue de saint Hubert au sommet d'une colonnette, quatre colonnes en pierre. L'escalier qui mène au jardin fleuriste et potager est encadré de deux lions en pierre. Deux fontaines ornent la Terrasse des Parterres, trois statues : un enfant, un angelot et une bacchante ornent le Terrasse de la Reine et la statue de Léda a été remplacée par une figure masculine sur la Terrasse de Léda.
Le potager d'un hectare clos de murs, situé au niveau de la terrasse la plus basse, constitue un remarquable conservatoire vivant d'environ 900 espèces anciennes ou disparues de fruits, légumes et plantes. La pergola des courges est particulièrement spectaculaire. Le domaine préserve également plus de 3500 sortes de semences.

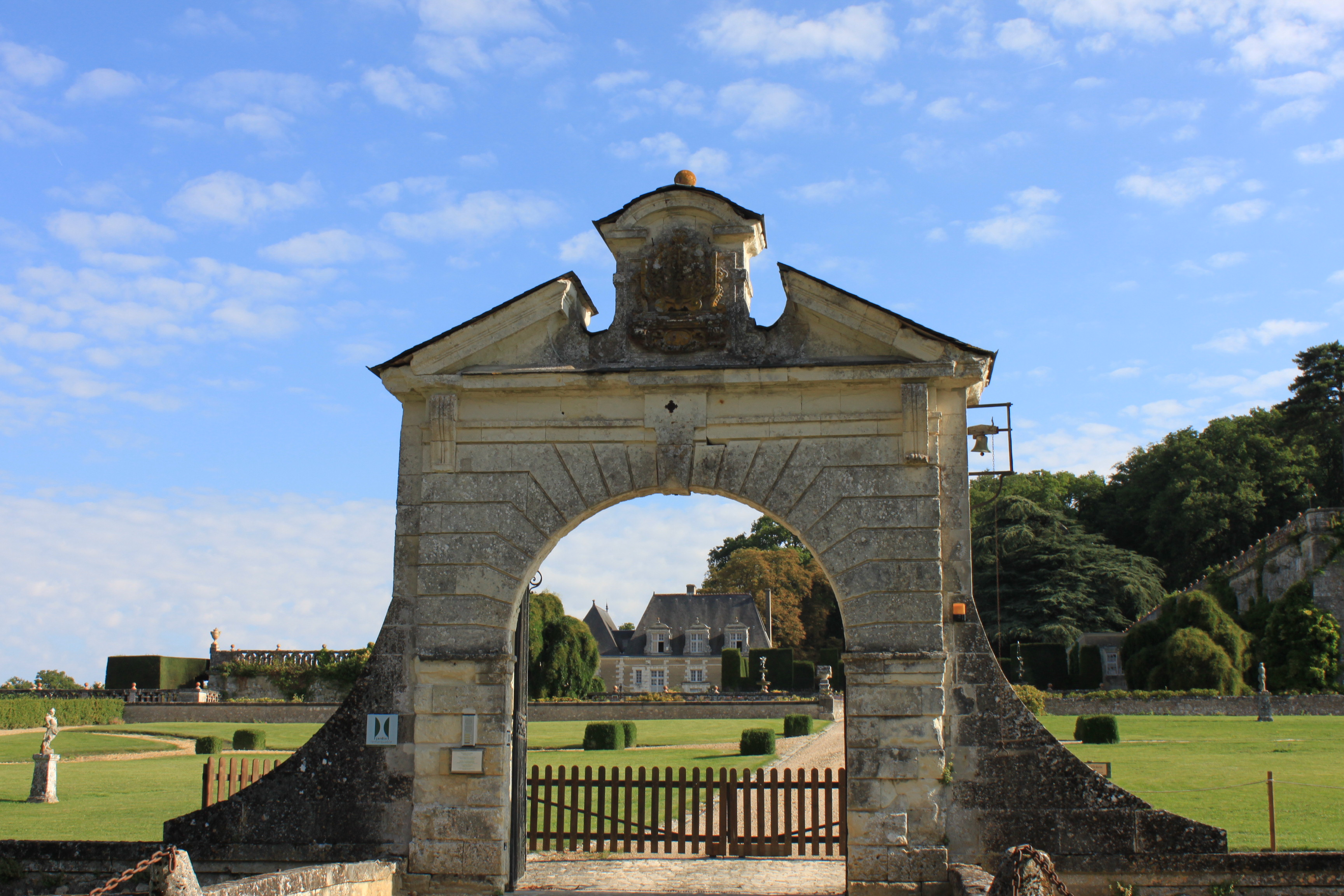
Portail
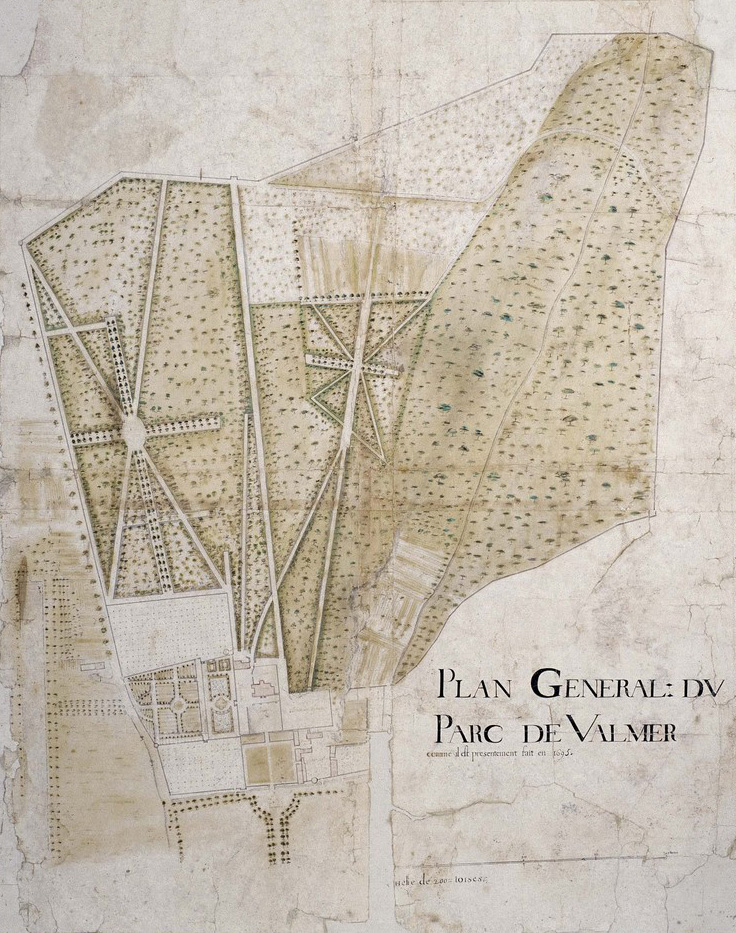
Plan historique du parc

### Domaine viticole
Le domaine viticole de Valmer produit, depuis 1888, différents vins dans l'AOC Vouvray (méthode traditionnelle, sec, demi-sec, moelleux) et Touraine (rosé). Il s'étend sur 28 hectares (au XIXe siècle, il avait atteint 100 ha, avant d'être réduit à seulement quelques hectares à la fin des années 1960) répartis en plusieurs parcelles sur des sols argilo-calcaires et argilo-siliceux. Les cépages utilisés sont le chenin pour le Vouvray et le grolleau pour le Touraine.

## Pour en savoir plus